# Xeralictus bicuspidariae
Xeralictus bicuspidariae là một loài Hymenoptera trong họ Halictidae. Loài này được Snelling & Stage mô tả khoa học năm 1995.

## Hình ảnh

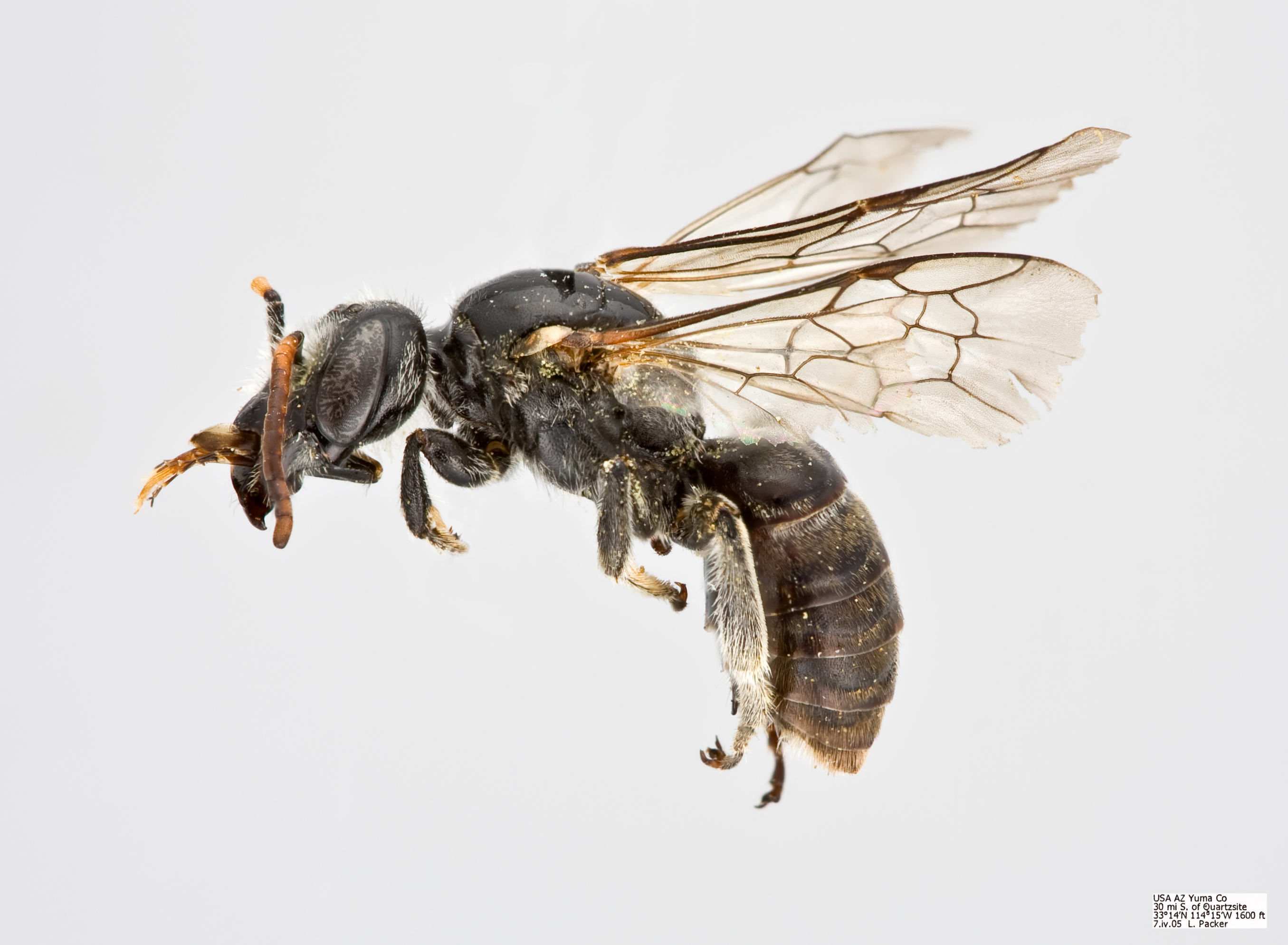